# 동알프스산맥

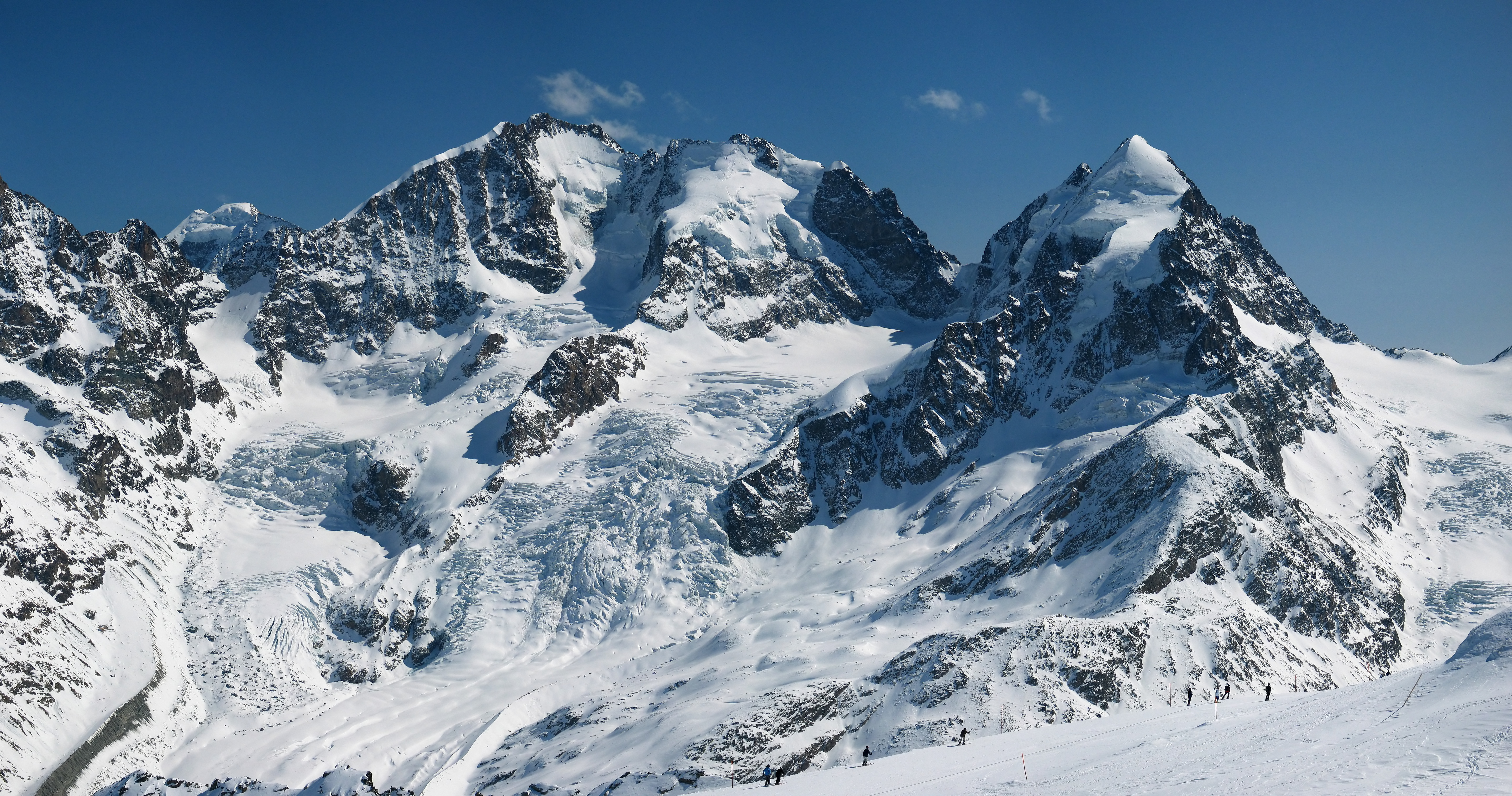
동알프스산맥

동알프스산맥은 알프스산맥의 동부에 위치한 산맥으로 면적은 130,000km2이다. 서쪽으로는 스위스 동부, 리히텐슈타인 전체 지역, 동쪽으로는 오스트리아 동부, 북쪽으로는 독일 남부, 남쪽으로는 이탈리아 북서부와 북동부, 슬로베니아 북부에 걸쳐 있다.
동알프스산맥은 크게 북부 석회암 알프스산맥, 중동알프스산맥, 남부 석회암 알프스산맥으로 나뉜다. 산맥의 서쪽에는 서알프스산맥이 위치한다. 산맥에서 가장 높은 봉우리는 스위스에 위치한 피츠베르니나산(Piz Bernina)으로 높이는 4,049m이다.

## 같이 보기
- 중동알프스산맥
- 글라루스 트러스트
- 리히텐슈타인의 경제